# Octave Crouzon
Louis Edouard Octave Crouzon (meglio conosciuto come Octave Crouzon; Parigi, 1874 – Parigi, 1938) è stato un neurologo francese.
Ha conseguito il suo dottorato all'Università di Parigi, dove ha avuto come professori Paul Georges Dieulafoy (1839-1911), Joseph Babinski (1837-1932) e Pierre Marie (1853-1940). Durante la sua carriera medica è stato associato all'Hôtel-Dieu de Paris e all'ospedale Salpêtrière.
Crouzon si è specializzato in malattie neurologiche ereditarie, specialmente per l'Atassia spinocerebellare. Ha lavorato a fondo sulle deformità riguardanti la Cervicale e la Vertebra lombare e ha condotto studi su disturbi cronici reumatici. Crouzon è stato il primo a descrivere la condizione chiamata "Disostosi craniofacciale" , definita come un disturbo genetico riscontrabile in lineamenti facciali abnormi.
Questa patologia è conosciuta come Sindrome di Crouzon.
Lungo tutta la sua carriera, Crouzon si è interessato di Psicologia, in particolare al lavoro di Pierre Janet (1859-1947), che Crouzon considerava di notevole influenza.
Durante la sua carriera Crouzon è stato anche presidente della Société Neurologique de Paris (Società Neurologica di Parigi) e segretario del giornale Revue Neurologique.